# Helcon heinrichi
Helcon heinrichi är en stekelart som beskrevs av Karl-Johan Hedqvist 1967. Helcon heinrichi ingår i släktet Helcon och familjen bracksteklar. Inga underarter finns listade i Catalogue of Life.